# Rose Hall (Guiana)
Rose Hall é uma localidade da Guiana localizada na região de East Berbice-Corentyne. Está situada a cerca de 29 km de Nova Amsterdão. Possui uma área aproximada de 13 km².